# 印台区
印台区是中国陕西省铜川市所辖的一个市辖区。1966-2000年称为郊区。区域总面积为609平方公里， 常住人口约18.5万人，区人民政府駐城关街道。

## 行政区划
印台区下辖4个街道办事处、5个镇：
城关街道、三里洞街道、王石凹街道、印台街道、陈炉镇、红土镇、广阳镇、金锁关镇和阿庄镇。

## 人口
根据第七次全国人口普查数据显示：全区常住人口为133940人。

## 交通
- 342国道过境。